# Stilig tyrann
Stilig tyrann (Nephelomyias pulcher) är en fågel i familjen tyranner inom ordningen tättingar.

## Utseende och läte
Stilig tyrann är en rätt bjärt färgad liten tyrann. Undersidan är gul, med på bröstet fylligt orangefärgad anstrykning. Vingarna är mörka med tydligt gula vingband. Könen är lika. Lätena är korta och snabba "pip".

## Utbredning och systematik
Stilig tyrann delas upp i tre underarter:
- N. p. pulcher – västra Anderna i sydvästra Colombia och nordvästra Ecuador (i söder till Pichincha)
- N. p. bellus – centrala och östra Anderna i Colombia och nordöstra Ecuador samt i sydöstra Ecuador och norra Peru (Cajamarca)
- N. p. oblitus – Anderna i sydöstra Peru (Cuzco and n Puno)

## Levnadssätt
Stilig tyrann hittas i bergsskogar på mellan 1500 och 2500 meters höjd. Den ses i par, ofta som en del av artblandade flockar i de mellersa och övre skikten i skogen.

## Status och hot
Arten har ett stort utbredningsområde, men tros minska i antal, dock inte tillräckligt kraftigt för att den ska betraktas som hotad. Internationella naturvårdsunionen IUCN listar arten som livskraftig (LC).